# Virtua Tennis 2
Virtua Tennis 2, conosciuto come Power Smash 2 in Giappone e come Sega Sports Tennis 2K2 negli USA, è il seguito di Virtua Tennis e fu immesso in commercio per Sega Dreamcast, l'arcade Sega Naomi e la PlayStation 2. Le nuove aggiunte comprendono la possibilità di usare una giocatrice femminile (come Monica Seles, Venus Williams, Serena Williams e Lindsay Davenport) e giocare doppi misti. Il gioco è stato creato e prodotto da Hitmaker, software house di proprietà di SEGA, ed è stato pubblicato in Europa dalla Acclaim Entertainment.